# 노트워시 컴포저

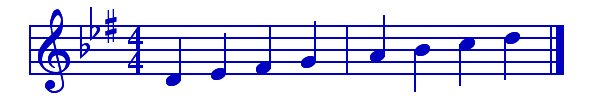
노트워시의 렌더링.

노트워시 컴포저(영어: NoteWorthy Composer, NWC)는 노트워시 소프트웨어(NoteWorthy Software)가 개발한 악보 작성 프로그램이다. 사용자가 원하는 악보를 만들어 재생 및 녹음, 편집, 인쇄 등의 기능을 지원한다.
노트워시 컴포저는 마이크로소프트 윈도우용 그래픽 악보 편집기로서 윈도우 95부터 윈도우 10까지 지원한다. 와인을 이용하면 리눅스나 OS X에서도 이용할 수 있다는 보고가 있다. NWC의 버전 1은 1994년 10월에 출시되었으며 버전 2는 2008년 9월에 출시되었다.
NWC는 악보 작성을 위해 고안되었으나 미디와 가라오케 파일을 가져오고 내보낼 수 있으며 그래픽 WMF을 내보낼 수도 있다. 사용자 인터페이스는 키보드나 마우스로 작업할 수 있게 구성되어 있다. 시각적인 결과가 바로 나타나며 언제든지 소리로 들을 수 있다. 설정이 제대로 되어 있다면 악보는 미디 장치를 재생하여 바로 입력할 수도 있다.
NWC 파일 형식은 문서화되어 있지 않으며 텍스트 형식으로의 변환은 제한적이다. NWC 버전 2부터 텍스트 버전의 파일인 NWCTXT가 도입되었다. GNU LilyPond와 같은 다른 형식으로의 변환에도 사용할 수 있다.
사용되는 확장자는 주로 *.nwc이며, 텍스트 형식으로 변환할 시 *.nwctxt으로 변환된다.
이 소프트웨어의 가격은 시벨리우스(Sibelius, 955달러)나 피날레(Finale, 600달러)보다도 훨씬 값이 싼 49달러로 구매할 수 있다. 완전한 기능의 데모 버전도 제공되는데 저장이 불가능하고 각 인쇄 페이지마다 조그마한 꼬릿말이 추가되며 각 인쇄 악보마다 등록 폼을 인쇄한다. 데모 프로그램뿐 아니라 윈앰프용 플러그인도 제공되는데 이를 내려받아 이용하면 NWC가 내보낸 파일을 재생할 수 있다.
무료 뷰어도 제공된다. 이에 따라 노트워시는 대형 찬송가 데이터베이스 Cyber Hymnal의 표준 악보 배포판으로 채택되었다.